# Kazuaki Mawatari
Kazuaki Mawatari (født 23. juni 1991) er en japansk fodboldspiller, som spiller for den japanske fodboldklub Kawasaki Frontale.